# Sedem rilskih jezer
Sedmera rilska jezera (bolgarsko Седемте рилски езера,  Sedemte rilski ezera) je skupina ledeniških jezer v severozahodnem delu pogorja Rila v Bolgariji. Jezera ležijo na nadmorski višini od 2.100 do 2.500 m. 
Jezera so dobila imena po svojih značilnostih. Najvišje se zaradi zelo čiste in prozorne vode imenuje Salzata (Solza). Naslednje se zaradi skoraj popolne ovalne oblike imenuje Okoto (Oko). Globoko je 37,5 m. Babreka (Ledvica) ima v vsej skupini najbolj strme bregove. Naslednje jezero je Bliznaka (Dvojno jezero) in ima največjo površino.  Trilistnika (Triperesna deteljica) ima nepravilno obliko in najbolj položno obalo.  Najbolj plitvo je Ribnoto ezero (Ribje jezero), najnižje pa Dolnoto ezero (Spodnje jezero), v katerem se zbira voda iz gornjih jezer in se izteka v Džermanovo reko.
Planinska koča Sedem jezer (bolgarsko Седемте езера)  je zaradi svoje lege in čudovite  okolice  glavna turistična zanimivost Bolgarije. Koča stoji na severovzhodni obali  Ribjega jezera na nadmorski višini 2.196 m. Najbolj primeren čas za obisk jezer je poletje in zgodnja jesen, ker so v tem času temperature primerno visoke (nad 10°C), verjetnost nanadnih neviht pa majhna. Ostali del leta za turiste ni primeren. Jezera pogosto zamrznejo že oktobra in se odtalijo šele junija. Ledena skorja je lahko debela do dva metra. 

## Seznam
| Bolgarsko ime                 | Slovenski prevod     | Nadmorska višina | Površina | Globina | Opombe                                                               |
| ----------------------------- | -------------------- | ---------------- | -------- | ------- | -------------------------------------------------------------------- |
| Сълзата (Sălzata)             | Solza                | 2.535 m          | 0,7 ha   | 4,5 m   | Imenovana po izredno čisti vodi                                      |
| Окото (Okoto)                 | Oko                  | 2.440 m          | 6,8 ha   | 37,5 m  | Imenovano po ovalni obliki. Najgloblje ledeniško jezero v Bolgariji. |
| Бъбрека (Băbreka)             | Ledvica              | 2.282 m          | 8,5 ha   | 28,0 m  | Jezero z najbolj strmimi bregovi                                     |
| Близнака (Bliznaka)           | Dvojno jezero        | 2.243 m          | 9,1 ha   | 27,5 m  | Jezero z največjo površino                                           |
| Трилистника (Trilistnika)     | Triperesna deteljica | 2.216 m          | 2,6 ha   | 6,5 m   | Nepravilna oblika in položni bregovi                                 |
| Рибното езеро (Ribnoto ezero) | Ribje jezero         | 2.184 m          | 3,5 ha   | 2,5 m   | Najbolj plitvo                                                       |
| Долното езеро (Dolnoto ezero) | Spodnje jezero       | 2.095 m          | 5,9 ha   | 11,0 m  | Najnižje                                                             |

## Galerija
- Oko
- Triperesna deteljica
- Ledvica
- Dvojno jezero
- Spodnjih pet jezer
- Spodnje jezero